# Wolfgang Beywl
Wolfgang Beywl (* 1. April 1954 in Irlich) ist ein deutscher Sozialwissenschaftler mit Ausrichtung als Evaluationspraktiker und -theoretiker.

## Leben
Wolfgang Beywl studierte Soziologie, Politikwissenschaften und Erziehungswissenschaften an der Rheinischen Friedrich-Wilhelms-Universität Bonn und erhielt dort 1977 den Magister artium. 1988 schloss er seine Promotion in Wirtschaftswissenschaften und ihre Didaktik, Soziologie und Erziehungswissenschaften an der Universität zu Köln ab. Seine Dissertation beschäftigte sich mit der Weiterentwicklung der Evaluationsmethodologie und griff u. a. das Modell der responsiven Evaluation auf. Als deutscher Evaluationspionier führte er bereits Mitte der 1980er Jahre die Berufsbezeichnung „Evaluator“.
1978 bis 1999 arbeitete Wolfgang Beywl wechselweise an Universitäten (Bonn, Köln und Wuppertal, Bern) sowie freien Forschungseinrichtungen (Bonner Institut für Demokratieforschung, Klaus-Novy-Institut, Köln). 1996 schuf er an der Universität Köln die Arbeitsstelle für Evaluation pädagogischer Dienstleistungen, die er zunächst als Univation e. V., dann als Univation Institut für Evaluation Dr. Beywl & Associates GmbH, als erstes themenübergreifendes Evaluationsinstitut Deutschlands ausgründete.
Beywl war von 2003 bis 2009 Studienleiter des ersten deutschsprachigen Weiterbildungsprogramms Evaluation am Zentrum für universitäre Weiterbildung der Universität Bern. 2010 erhielt er die Professur für Bildungsmanagement, Schul- und Personalentwicklung an der Pädagogischen Hochschule FHNW am Campus Brugg-Windisch und wurde wissenschaftlicher Leiter des Evaluationsinstituts Univation in Köln.
Beywl verfasste zahlreiche Praxis-Anleitungen, Monografien und Artikel zu Theorie und Methoden der Evaluation. Er war Gründungsmitglied und Gründungsvorstand der Gesellschaft für Evaluation (DeGEval). Er arbeitete an der Weiterentwicklung der Evaluationsmethodologie im Bereich programmtheoriegesteuerter Evaluation (Programmbaum) und responsiver Evaluation. Außerdem übersetzte er die sogenannte „Hattie-Studie“ aus dem Jahr 2009.

## Werk
Bereits in den 1980er-Jahren setzte sich Wolfgang Beywl dafür ein, Evaluation als eigene sozialwissenschaftliche Profession zu begreifen. Forschung und Evaluation unterscheiden sich seinen Ausführungen nach in ihren Zielsetzungen zentral. Während Forschung nach der Vermehrung gesicherten Wissens strebe, intendiere Evaluation die Beschaffung praxisrelevanter Informationen.
Seit der Gründung der Gesellschaft für Evaluation ist Wolfgang Beywl aktives Mitglied und Mitgelstalter. Er war an der Einführung und Entwicklung der Standards für Evaluation im deutschsprachigen Raum zentral beteiligt.
Ausgehend von seiner Beschäftigung mit der responsiven Evaluation nach Stake interessierten ihn zunehmend Evaluationsansätze, die das Lernen und den Nutzen in den Vordergrund rücken. Seit seiner Gründung verfolgt Univation einen nutzungsgesteuerten Evaluationansatz. Im Vordergrund stehen hier die intendierten Nutzungen intendierter Nutzender. Die Ausarbeitung einer nutzenfokussierten Vorgehensweise geht auf einen Workshop mit dem Vertreter der utilization focused evaluation mit Michael Quinn Patton zurück.
2004 analysierte Wolfgang Beywl im Rahmen einer Perspektivstudie zur wirkungsorientierten Evaluation im Rahmen der Armuts- und Reichtumsberichterstattung Evaluationsmodelle in Bezug auf ihre Berücksichtigung von sozialen Werten. Beywl unterscheidet im Rahmen seiner entwickelten Typologie der Evaluationsmodelle werteneutrale Ansätze von wertemoderierenden, positionierenden und -relativierenden Evaluationsansätzen. Während die werteneutralen Ansätze die Bedeutung von Werten für die Evaluation negieren und diese weitgehend aus der Evaluation ausschließen wollen, beziehen die drei weiteren Gruppen von Evaluationsansätzen Werte in unterschiedlichem Maße ein, bspw. vertreten sie anwaltschaftlich die Werte der Zielgruppen, deuten die Programmrealität aus verschiedenen Werteperspektiven oder versuchen eine gemeinsame Wertebasis zu schaffen.
Zur Modellierung von Evaluationsgegenständen entwickelte Wolfgang Beywl gemeinsam mit Mitarbeitenden von Univation den Programmbaum als logisches Modell. Der Programmbaum besteht aus vier Bedingungsfeldern (Kontext, Struktur, Incomes und Inputs), der Konzept-Dimension und den Aktivitäten und vier unterschiedlichen Resultatsdimensionen (Outputs, Outcomes, Impacts, nicht-intendierte Resultate). Der Programmbaum soll Evaluierende dabei unterstützen, die Wirklogik der zu evaluierenden Programme zu explizieren und kann auch für die Programmverantwortlichen zur Klärung ihres Handelns beitragen. Der Programmbaum wird mittlerweile in vielen Evaluationsfeldern eingesetzt und von der Evaluationscommunity rezipiert.
In Anlehnung an den Programmbaum unterschied Wolfgang Beywl fünf Niveaus wirkungsorientierter Evaluation: 1) Bestimmung der Effizienz über die Input-Output-Relation, 2) Messung und Bewertung der (Outcomes)-Zielerreichung, 3) Messung und Bewertung der Income-Outcome-Relation, 4) Feststellung und Bewertung der Wirksamkeit des Programms und 5) Bestimmung und Bewertung der Wirtschaftlichkeit mittels Kosten-Wirkungs-Analyse.
Wolfgang Beywl setzt sich kontinuierlich für eine Evaluationsfachsprache ein. Das durch Wolfgang Beywl initiierte Glossar der wirkungsorientierten Evaluation definiert derzeit 427 Begriffe der Evaluation. Im Herbst 2010 wurde das „Eval-Wiki: Glossar der Evaluation“ erstmals als Wiki veröffentlicht. Seine Inhalte basieren auf dem 2009 in 2. Printauflage erschienenen „Das ABC der wirkungsorientierten Evaluation: Glossar“ mit damals rund 370 Begriffen.
Im 2015 erschienenen Planungsbuch für Evaluationen im Bildungsbereich beschreibt er zusammen mit Lars Balzer den Evaluationsprozess anschaulich in zehn Schritten. Diese Schritte werden jeweils mit Lernzielen, Übungen und Fallbeispielen untersetzt. Auf Basis des Planungsbuches wurden im deutschsprachigen Raum mehrere Weiterbildungen konzipiert und durchgeführt.
Ausgehend von einer Zusammenarbeit mit Maja Heiner entwickelt Wolfgang Beywl eine Qualifizierungsreihe, die er 2011 zusammen mit Hanne Bestvater und Verena Friedrich in die Hochschuldidaktik übertrug. Hieraus konzipierte er mit Kollegen „L.u.u.i.s.e.“ (Lehrpersonen unterrichten und untersuchen integriert sichtbar und effektiv). Ein Verfahren, das speziell für Lehrkräfte entwickelt wurde und Lernprozesse für Lehrpersonen wie auch Lernende sichtbar macht. Es bewährt sich seit über 10 Jahren in der Schulpraxis mit über 1000 Projekten von Lehrpersonen.

## Belege
1. ↑  Wolfgang Beywl: Zur Weiterentwicklung der Evaluationsmethodologie. Grundlegung, Konzeption und Anwendung eines Modells der responsiven Evaluation. Lang, Frankfurt am Main (135 S.).
2. ↑  Wolfgang Beywl: Wissenschaftliche Begleitung. ... statt bloßer Rituale praktischer Nutzen ...! In: Hochschulausbildung. Band 4, Nr. 4, 1986, S. 157–177.
3. ↑  Wolfgang Beywl: Entwicklung und Perspektiven praxiszentrierter Evaluation. Hrsg.: Sozialwissenschaften und Berufspraxis. Band 14, Nr. 3, 1991, S. 265–279.
4. ↑  DeGEval - Gesellschaft für Evaluation e.V. In: degeval.org. Abgerufen am 1. April 2024.
5. ↑  Handbuch der Evaluationsstandards: die Standards des "Joint Committee on Standards for Educational Evaluation". 3., erw. und aktualisierte  Auflage. VS Verlag für Sozialwissenschaften, Wiesbaden 2006, ISBN 978-3-531-14672-0.
6. ↑  Wolfgang Beywl: Responsive Evaluation. Einführung eines neuen Konzepts der Evaluation in die methodologische Diskussion der Erziehungs- und Sozialwissenschaften in der Bundesrepublik Deutschland. In: H. Friedrich (Hrsg.): Arbeitspapiere zur Wirtschaftswissenschaft und Wirtschaftsdidaktik. 2. Auflage. Köln 1984.
7. ↑  Wolfgang Beywl, Horst Friedrich, Wolfgang Greise: Evaluation von Berufswahlvorbereitung. Fallstudie zur responsiven Evaluation. In: Ministerium für Wissenschaft und Forschung (Hrsg.): Forschungsberichte des Landes Nordrhein-Westfalen. 3215/ Fachgruppe Wirtschafts- und Sozialwissenschaften. Springer Fachmedien, Wiesbaden 1987, ISBN 978-3-531-03215-3.
8. ↑  Robert Stake: Responsive Evaluation. In: International Handbook of Educational Evaluation. Springer Netherlands, Dordrecht 2003, ISBN 978-1-4020-0849-8, S. 63–68, doi:10.1007/978-94-010-0309-4_5 (springer.com [abgerufen am 2. April 2024]).
9. ↑  Michael Quinn Patton, Charmagne E. Campbell-Patton: Utilization-focused evaluation. Fifth edition Auflage. SAGE, Los Angeles 2022, ISBN 978-1-5443-7945-6.
10. ↑  Wolfgang Beywl, Steffen Joas: Evaluation ist unnatürlich! Eine Einführung in die nutzenfokussierte Evaluation entlang eines Seminars von Michael Q. Patton. In: Wolfgang Clemens, Jörg Strübing (Hrsg.): Empirische Sozialforschung und gesellschaftliche Praxis. VS Verlag für Sozialwissenschaften, Wiesbaden, ISBN 978-3-8100-2731-3, S. 83–100.
11. ↑  Wolfgang Beywl, Sandra Speer, Jochen Kehr: Wirkungsorientierte Evaluation im Rahmen der Armuts- und Reichtumsberichterstattung: Perspektivstudie. In: Univation - Institut für Evaluation Dr. Beywl & Associates GmbH, Bundesministerium für Gesundheit und Soziale Sicherung. (Hrsg.): Forschungsbericht / Bundesministerium für Arbeit und Soziales, A323. Köln 2004 (251 S.).
12. ↑  Wolfgang Beywl: Evaluationsmodelle und der Stellenwert qualitativer Methoden. In: Uwe Flick (Hrsg.): Qualitative Evaluationsforschung. Konzepte - Methoden - Umsetzung. Rowohlt, Reinbek 2006, ISBN 978-3-499-55674-6, S. 92–116.
13. ↑  Wolfgang Beywl, Melanie Niestroj: Der Programmbaum. Landmarke wirkungsorientierter Evaluation. In: Wolfgang Beywl, Melanie Niestroj (Hrsg.): Das A-B-C der wirkungsorientierten Evaluation. Glossar Deutsch / Englisch der wirkungsorientierten Evaluation. 2., vollständig bearbeitete und ergänzte Auflage. Köln 2009, ISBN 978-3-00-028910-1, S. 137–149.
14. ↑  Samera Bartsch, Wolfgang Beywl, Melanie Niestroj: Der Programmbaum als Evaluationsinstrument. In: Sussanne Giel, Katharina Kockgether, Susanne Mäder (Hrsg.): Evaluationspraxis. Professionalisierung – Ansätze – Methoden. 2., korrigierte und ergänzte Auflage. Waxmann Verlag, Münster, New York 2016, ISBN 978-3-8309-3528-5, S. 89–112.
15. ↑  Wolfgang Beywl: Programmbaum. Univation - Institut für Evaluation, 2014, abgerufen am 1. April 2024.
16. ↑  Wolfgang Beywl: Demokratie braucht wirkungsorientierte Evaluation - Entwicklungspfade im Kontext der Kinder- und Jugendhilfe. In: Projekt eXe (Hrsg.): Wirkungsevaluation in der Kinder- und Jugendhilfe. Einblicke in die Evaluationspraxis. München 2006, ISBN 978-3-935701-23-5, S. 25–46.
17. ↑  Wolfgang Beywl, Melanie Niestroj: Über Eval-Wiki: Glossar der Evaluation. In: Eval-Wiki: Glossar der Evaluation. Univation – Institut für Evaluation Dr. Beywl & Associates GmbH, 9. Dezember 2022, abgerufen am 1. April 2024.
18. ↑  Wolfgang Beywl, Melanie Niestroj: Das ABC der wirkungsorientierten Evaluation: Glossar - deutsch/englisch - der wirkungsorientierten Evaluation. 2., vollst. bearb. und erg.  Auflage. Univation - Inst. für Evaluation Dr. Beywl und Associates, Köln 2009, ISBN 978-3-00-028910-1.
19. ↑  Lars Balzer, Wolfgang Beywl: evaluiert: erweitertes Planungsbuch für Evaluationen im Bildungsbereich. 2., überarbeitete  Auflage. hep der Bildungsverlag, Bern 2018, ISBN 978-3-0355-0872-7.
20. ↑  Maja Heiner: Selbstevaluation in der Sozialen Arbeit. Freiburg i. 1988.
21. ↑  Wolfgang Beywl, Hanne Bestvater, Verena Friedrich: Selbstevaluation in der Lehre: ein Wegweiser für sichtbares Lernen und besseres Lehren. Waxmann, Münster New York München Berlin 2011, ISBN 978-3-8309-2577-4.
22. ↑  Beywl, Wolfgang; Pirani, Kathrin; Schmid, Philipp (2020) (Hrsg.): Unterrichts-Knacknüsse knacken mit LUUISE. Kurz-Fallbeispiele aus der PÄDAGOGIK. Windisch: Pädagogische Hochschule FHNW.
23. ↑  Wolfgang Beywl, Monika Wyss, John Hattie, Kathrin Pirani, Michael Mittag: Lernen sichtbar machen: Das Praxisbuch: Erfolgreich unterrichten mit dem Luuise-Verfahren. Erstauflage Auflage. Schneider Verlag Hohengehren GmbH, Baltmannsweiler 2023, ISBN 978-3-8340-2244-8.

| Personendaten    | Personendaten                   |
| ---------------- | ------------------------------- |
| NAME             | Beywl, Wolfgang                 |
| KURZBESCHREIBUNG | deutscher Sozialwissenschaftler |
| GEBURTSDATUM     | 1. April 1954                   |
| GEBURTSORT       | Irlich                          |